# Flughafen Kysyl-Kyja

i8
i11
i13
Der Flughafen Kysyl-Kyja (kirgisisch Кызыл-Кыя аэропорту, ICAO-Code: UAFS, RU-LID: КЫК) ist der Flughafen der Stadt Kysyl-Kyja. Er liegt im Rajon Kadamdschai in Kirgisistan, unmittelbar an der Grenze zu Usbekistan.
Der Flughafen besitzt ein maximales Landegewicht von 22 Tonnen und wird nur bei Tageslicht betrieben.

## Geschichte
Der Flughafen wurde in den 1930er Jahren für die Versorgung der Minenarbeiter errichtet. Die derzeitige Start- und Landebahn stammt aus den 1970er Jahren. Nach dem Zerfall der Sowjetunion geriet der Flughafen in erhebliche Schwierigkeiten; die letzten Reparaturen wurden 1990 vorgenommen. 1999 wurde der Flughafen aufgrund seines schlechten Zustands geschlossen und befindet sich seither nicht in Betrieb. 

### Ausblick
Die Landebahn ist aktuell nicht nutzbar. Der Anflugbereich ist eingeschränkt; da der Flughafen nur etwa 100 Meter von der kirgisisch-usbekischen Grenze entfernt liegt, müssen Anflüge von westlicher Richtung im usbekischen Luftraum durchgeführt werden. Zudem liegen dort ein Grenzzaun und -graben, die ein Hindernis darstellen. Da der Flughafen geschlossen war, sind in den letzten Jahren einige Einrichtungen östlich des Flughafens entstanden, die auch Anflüge von dieser Richtung erschweren. Zu beiden Seiten der Landebahn sind auch Wohnhäuser gebaut worden. Dies, die Nähe zu den Flughäfen in Osch und Batken sowie der Preisfaktor – den Flughafen zu renovieren, kostet etwa genau so viel, wie ihn neu zu bauen – machen eine Wiederöffnung unwahrscheinlich.